# Corporación de Transportes de la Ciudad de Buenos Aires
La Corporación de Transportes de la Ciudad de Buenos Aires (CTCBA) era un ente mixto constituido —según Ley Nacional N.º 12311 sancionada en 1936— entre el Estado Argentino y empresas de transporte de pasajeros de la Ciudad Autónoma de Buenos Aires, salvo los ferrocarriles. Se atribuye su creación al intento de evitar la quiebra de las empresas privadas británicas de tranvías por la obsolescencia de sus instalaciones y la competencia que les hacía el transporte automotor.
Según el artículo 1° inciso f) de esta Ley 12311: "La Corporación de Transportes, serán administrada por un directorio compuesto de representantes del Poder Ejecutivo, de la Intendencia Municipal de la Ciudad de Buenos Aires y de los propietarios de los medios de transporte que constituyan la corporación. El número total de representantes, será el más reducido posible, siempre que permita dar representación a todos los intereses asociados, en forma sensiblemente proporcional a su participación en la Corporación" Como se dijo antes no integraban la Corporación los ferrocarriles ni los taxímetros de la entonces Municipalidad.

## El transporte urbano en Buenos Aires

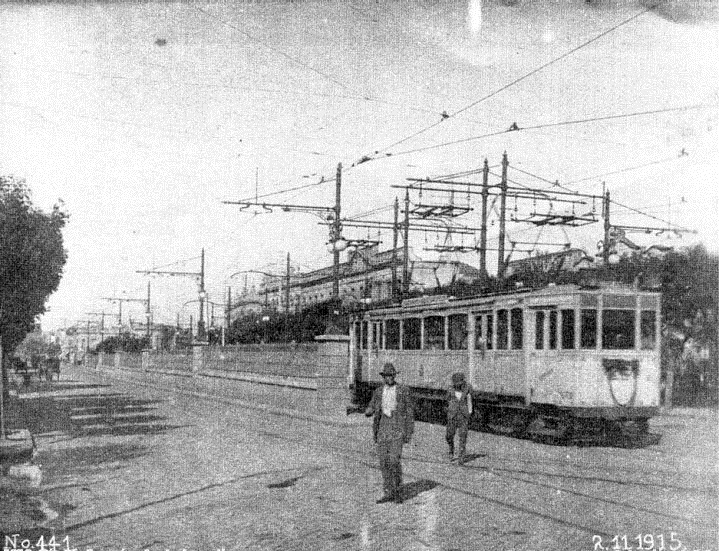
Imagen de 1915: Coche de la Compañía de Tranvías Anglo Argentina, saliendo a la superficie por la Rampa de "Primera Junta" (Caballito) con destino a los barrios de Flores y Floresta.

A comienzos del siglo XX, la Compañía de Tranvías Anglo Argentina se había convertido en la dueña monopólica (80%) de la red tranviaria de Buenos Aires, la más grande del mundo, con más de 2.000 coches y un ingreso de más de 25 millones de pesos al año. Además, poseía la única línea de subterráneos de la ciudad (primera en Latinoamérica) que corría entre la Plaza de Mayo y Plaza Once (tramo inaugurado el 1 de diciembre de 1913). Poseía además "Premetro" desde la Estación Primera Junta, con uno o dos coches desacoplados de las formaciones, los cuales salían a la superficie por la rampa de Avenida Rivadavia y Emilio Mitre para seguir con pasajeros hasta Lacarra y Rivadavia en el barrio de Floresta. 
Una vez finalizada la Primera Guerra Mundial, el tranvía seguía siendo el principal medio de transporte urbano en Buenos Aires y ya alcanzaba a los pueblos suburbanos de Quilmes, Temperley, Olivos, San Martín y Campo de Mayo.
La CTAA, intenta obtener un aumento de las tarifas. Sin embargo, la situación de la empresa en el entramado del poder municipal había cambiado considerablemente, desde que en 1918 se modificó el sistema electoral y el Consejo Deliberante amplió su representación con miembros del partido socialista, que varias veces iban a tener mayoría. La empresa británica había sido una de las principales beneficiadas de los contratos del gobierno de la ciudad. Con la Primera Guerra Mundial las pérdidas de la empresa llegaron a 114,4 millones de pesos, volviendo la situación  insostenible, dando de baja cientos de formaciones y suspendiendo servicios.

### Empresas competidoras
Mientras tanto aparecía la competencia de otras empresas, el 20 de agosto de 1922 apareció en Buenos Aires una línea de ómnibus capaz de prestar servicios regulares, la cual pertenecía a Sandalio Salas. La buena rentabilidad dio paso a otros pedidos de concesiones y en sólo cinco años la actividad se había convertido en un negocio de tal magnitud que ya presentaba una seria competencia para el sistema tranviario.
En 1912 el Congreso Nacional otorga nuevas concesiones a la empresa Lacroze, que competirían con las de CTAA, para construir un subterráneo desde la intersección de las Avenidas Alem y Corrientes hasta la estación cabecera del Ferrocarril Central a través de un túnel de 8,7 km. Recién el 17 de diciembre de 1927 se firmaría en Nueva York el convenio financiero para construir dicho subterráneo, cuya construcción comenzó el 1 de octubre de 1928.
A su vez, el 30 de julio de 1930 por Ordenanza Municipal 4.070 se otorga una concesión a la Compañía Anónima de Proyectos y Construcciones de Madrid (CAPYC) para la construcción de una red de cuatro líneas que con algunas modificaciones serían las posteriores “C”, “D” y “E” de la red de subtes de Buenos Aires. El 24 de abril de 1933 la empresa iniciaba la construcción de su "Línea 1" (hoy Línea C) en Plaza Constitución.
El 24 de septiembre de 1928 surge el primer colectivo de la historia de Buenos Aires, el peor enemigo de la Anglo-Argentina, los taxistas (Taximetreros, por entonces) de la plazoleta de Rivadavia y Lacarra comenzaron a ofrecer a los gritos un viaje hasta Caballito por 20 centavos (la quinta parte de lo que habría costado en taxi) o a Flores, por solo 10. La gente se animó, comenzó a subir, y ese día de primavera, a las 8.30, partió hacia Primera Junta
Su forma organizativa de pequeñas empresas, muy flexibles, estaba dando origen al medio de transporte que cumpliría en los años siguientes un papel preponderante en la urbanización del Conurbano, homólogo al que había cumplido para la Capital el tranvía eléctrico. Los colectivos representaban una novedosa propuesta, su origen y desarrollo se dio gracias al auge de la industria metalmecánica y a la organización (casi cooperativa) de las propias empresas, lo cual permitía una reducción notable de los costos internos. Todas estas virtudes transformaron al colectivo en otra competencia creciente para los tradicionales tranvías.
En este clima de conflictos comienza a debatirse una cantidad de propuestas: el valor de las tarifas, los compromisos con el capital británico, las competencias jurisdiccionales para diseñar el sistema de transporte de la ciudad y el propio diseño del sistema existente monopolizado por la Anglo.

## Origen de la corporación

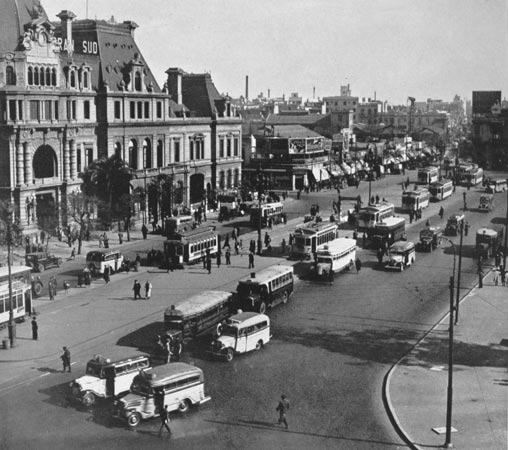
Vista de Plaza Constitución (1936), Capital Federal. En pocos años los colectivos se imponen como una seria competencia para los servicios de tranvías monopolizados por la CTAA. Foto de Horacio Coppola.

Plano de las líneas tranviarias de las cuatro empresas privadas en 1938, antes de ser absorbidas por la Corporación.

La crisis económica de los treinta y la creciente competencia de los ómnibus y colectivos, provocaron que los tranvías de capital inglés perdieran grandes sumas de dinero en el mercado argentino. Las exigencias británicas al respecto fueron satisfechas con la Ley de Corporación de Transportes de la Ciudad de Buenos Aires (N.º 12.311), sancionada el 30 de septiembre de 1936, como parte del Tratado Roca-Runciman entre Argentina y Gran Bretaña, firmado en 1933. Dicha Ley quitaba al Concejo Municipal el poder de regular el transporte y autorizaba a que el Poder Ejecutivo constituyera una Corporación. A través del pacto se fijan las bases para la creación de la Corporación de Transporte, que le terminaría por dar a Gran Bretaña el monopolio absoluto de los medios de transporte argentinos (se comprenderían los tranvías, los subterráneos, los ómnibus y los automóviles colectivos, de los servicios de turismo y de los que no revistieran carácter público). La misma se crea en 1936 en el Pacto Eden-Malbrán, firmado luego de que el Pacto Roca-Runciman caducara y con características muy similares. La disminución del rendimiento de las inversiones británicas durante la década del 30 se tradujo en la pérdida de una fuente importante de dividendos. El promedio anual de intereses pagados por todos los capitales británicos invertidos en la Argentina había sido de 22,3 millones de libras esterlinas anuales entre 1925 y 1929, cifra que bajó a 9,3 millones en los años anteriores a la Segunda Guerra Mundial. Esta tendencia fue particularmente crónica para el caso de los ferrocarriles. Durante los quince años que siguieron a la crisis hasta su nacionalización, más de la mitad del capital invertido en ferrocarriles no arrojó ningún dividendo. Las exigencias del Board of Trade, cuyo representante era el ministro Pinedo respecto de la Compañía de Tranvías Anglo-Argentina fueron satisfechas con la ley Corporación de Transportes de la ciudad de Buenos Aires (N.º 12.311). Si bien calmó muchas de las exigencias británicas, la Ley de Corporación de Transportes se convirtió en una de las leyes más impopulares relacionadas con el tratado Roca-Runciman y su renovación en 1936. Por esta polémica ley, los dueños de microómnibus y compañías independientes se vieron obligados -bajo pena de ver expropiados forzosamente sus vehículos- a unirse a la corporación dominada por las grandes compañías de transportes de la ciudad. Esta Corporación y la Coordinación Nacional del Transporte (1937) buscaban subordinar el transporte automotor de pasajeros y de carga al transporte ferroviario. Es que estos organismos estatales fueron creados como parte del trato preferencial del pacto Roca-Runciman, a cambio de una cuota de exportación de carne argentina a Inglaterra (que era dueña entre otras cosas de la casi totalidad de los ramales ferroviarios de la Argentina). 
Todas las firmas dedicadas al transporte y sus respectivos bienes serían absorbidos por la Corporación de Transportes. Los antiguos propietarios serían indemnizados con acciones del nuevo Ente dando así por finalizada la época de las "soluciones plurales". Toda la red quedaría en manos de la Anglo-Argentina de Tranvías, que tenía mayor incidencia que cualquiera de las otras empresas por separado. El texto de la ley sancionada por el Congreso Nacional en el año 1936 establecía que se reconocía a las empresas británicas un interés anual de hasta el 7%. En 1907 fue absorbida por un holding internacional y dos años después ya era considerada la empresa más grande del país.
Las empresas británicas adeudaban por impuestos al Gobierno Nacional y a la Municipalidad de la Ciudad de Buenos Aires la suma de $ 38.719.594,09 y a la Caja de Jubilaciones $ 37.555.359,48. Sumando los intereses, la deuda con el estado municipal al año 1937 era de $ 109.527.242,03.
Los bienes afectados al servicio de ómnibus y automóviles colectivos de empresas o particulares que no desearan entrar a la Corporación podían ser expropiados. La Corporación sería controlada en su administración por la Comisión de Control, compuesta de tres miembros designados por el Poder Ejecutivo con acuerdo del Senado. La Corporación quedaba exonerada de derechos, contribuciones y tasas nacionales y municipales, pero la Nación y la Municipalidad de la ciudad de Buenos Aires tendrían una participación en acciones del capital. La exclusividad de los mencionados servicios era por el término de 56 años. Este monopolio frenó el desarrollo del colectivo ya que todas las empresas de transporte que no fueran los ferrocarriles y las líneas de mediana distancia, creadas después de 1934, con cabecera en la ciudad de Buenos Aires, fueron obligadas a integrarse a la Corporación. Debido a lo difícil que se les hacía trabajar a los colectivos en la ciudad, éstos comenzaron a volcarse hacia los suburbios, y así se convirtieron en una pieza esencial para el desarrollo de estos. En l senado se expuso un informe de denuncia de un negociado, entre el gobierno de la Concordancia (a través de la gestión del Ministro de Hacienda, Federico Pinedo y el Secretario de Agricultura y Ganadería, Eduardo Duhau). La ley concedía a empresas de capital británico el monopolio, por 56 años, del transporte urbano de Buenos Aires. La nueva empresa tenía la exclusividad de los transportes de la Capital Federal y podía exigir a los dueños de colectivos privados su ingreso en la Corporación y expropiación privada de los mismos sin indemnización.
La Segunda Guerra Mundial imposibilitó la adquisición de material rodante y así la corporación tuvo que reducir drásticamente los servicios. En fines de 1941, al entrar en guerra los Estados Unidos, los repuestos y automotores, que eran mayoritariamente de ese país, comenzaron a escasear, al igual que el combustible y los neumáticos. Una manera de solucionar la falta de estos últimos, fue que aquellos que circulaban por la Avenida Rivadavia comenzaron a hacerlo sobre las vías del tranvía, y otros rellenaban con pasto las cubiertas. También aparecieron aquellos que eran impulsados por carbón o leña.
Debido a todas estas controversias recién en 1938 se aprobaron los estatutos de la compañía y el 17 de febrero de 1939 le fue otorgado todas las líneas de tranvías, a las líneas del subterráneo, a los ómnibus y los colectivos. Como estaba previsto los bienes de las empresas primitivas pasaron a manos de la Corporación. A lo largo de la década del 30 conocida como Década Infame el poder económico y la influencia política de la corporación británica iría aumentando: varios ministros y secretarios de gobierno de Justo y Ortiz eran al mismo tiempo abogados de la compañía. En la ciudad de Buenos Aires los cabilderos de la corporación obtenían sendos beneficios de excursiones impositivas, subsidios al combustible que alcanzaban para 1941 los 237 millones de pesos anuales de erario público. La mala gestión de la CTCBA provocó la quiebra de la empresa británica hacia 1948. En el año 1943 el gobierno de Pedro Ramírez suspendió las expropiaciones forzosas a las empresas privadas.
En 1938 el gobierno de Roberto Marcelino Ortiz, decide prorrogar el monopolio de la Corporación hasta el año 1998 al mismo tiempo que mediante el pacto Roca Runciman la empresa quedaría libre del pago de impuestos nacionales por el lapso de 75 años.

## Reorganización del sistema

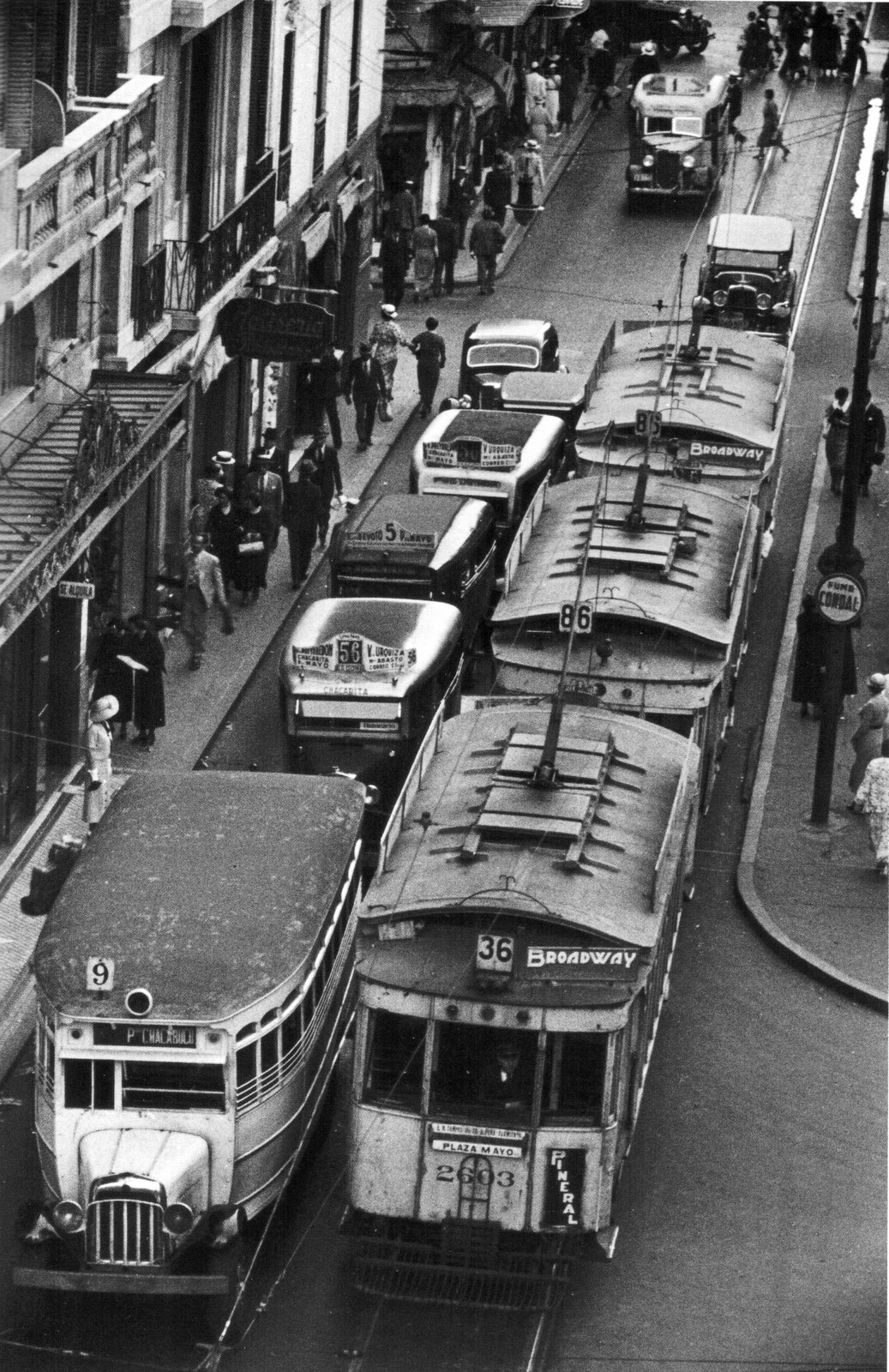
Intersección de Sarmiento y Diagonal Norte (1936), Capital Federal. La competencia entre los medios de transporte es evidente. Foto de Horacio Coppola.

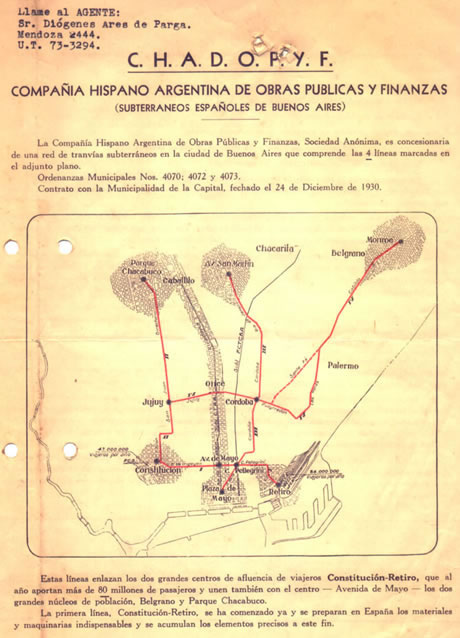
Las cuatro líneas proyectadas originalmente por la CHADOPyF.

La CTCBA finalizó su primer año de gestión (1939) con un déficit de 8,6 millones de pesos moneda nacional, paradójicamente, este sería el mejor resultado financiero en toda la historiaLa pluralidad de líneas existentes (tanto de tranvía como de ómnibus), hacía necesaria la aplicación de fusiones y eliminaciones. Así es que, el 7 de septiembre de 1940, se produjo una gran depuración de servicios tranviarios, reorganizándolos y eliminando recorridos. La Corporación reorganizó la numeración de las líneas tranviarias y fusionó algunas de ellas ya que hasta aquel entonces las diferentes compañías habían tenido sistemas propios de numeración, y al unificarse los servicios se originaron confusiones debido a superposiciones de números. Por ejemplo, la línea 1 del ex “Tranvía del Puerto” se la rebautizó como 20. 
A partir de allí se le dio nuevos números a la mayoría de líneas que provenían de las tres empresas que se habían mantenido independientes de la numeración general (Lacroze, Puerto y Lanús-Avellaneda). 
Los cambios que originó la Ley de Coordinación también se sintieron bajo tierra, ya que para 1939 la Red de Subterráneos de Buenos Aires estaba constituida por tres empresas distintas, con cuatro líneas en funcionamiento y una en construcción. Las empresas actuantes eran la Anglo-Argentina, con su "Línea 1" (hoy Línea A), la empresa Lacroze Hermanos con su "Ferrocarril Terminal Central de Buenos Aires" (hoy Línea B) como extensión subterránea de su "Ferrocarril Central" (hoy Ferrocarril Urquiza) y finalmente, la CHADOPyF (Compañía Hispano Argentina de Obras Públicas y Finanzas), creada en 1930 y que en pocos años había logrado poner en servicio público sus Líneas 1 y 4 (hoy Líneas C y D respectivamente), mientras avanzaba en la construcción de su Línea 2 (hoy Línea E), todo esto gracias a su exitosa colocación de "debentures" (cédulas de ahorro) entre inversores locales: pequeños ahorristas, empleados y obreros, invirtieron todo su capital en la gran quimera del momento.
En contraposición a lo que se esperaba, las líneas construidas por la CHADOPyF tuvieron un bajo rendimiento agudizado por el desabastecimiento y la restricción de energía que provocó la Segunda Guerra Mundial. La empresa anglo-argentina de tranvías, recibió favoritismo frente a los nuevos colectivos, con la creación de la Corporación de Transporte, aunque el presidente Justo, rechazó el pedido inglés de obtener un beneficio garantizado del 7 % hasta cubrir las pérdidas. Lisandro de la Torre, Demócrata-progresista, desde el Senado,  expuso en un informe de denuncia de un negociado, entre el gobierno de la Concordancia (a través de la gestión del ministro de Hacienda, Federico Pinedo y el Secretario de Agricultura y Ganadería, Eduardo Duhau). La ley concedía a empresas de capital británico el monopolio, por 56 años, del transporte urbano de Buenos Aires. La nueva empresa tenía la exclusividad de los transportes de la Capital Federal y podía exigir a los dueños de colectivos privados su ingreso en la Corporación y expropiación privada de los mismos sin indemnización.
El 12 de enero de 1940 el gobierno autoriza la inauguración del primer tramo de la Línea 2 de la CHADOPyF (hoy Línea E), entre las estaciones Constitución y Gral. Urquiza, pero un litigio entre la CHADOPyF, la Corporación y las empresas alemanas constructoras y proveedoras de la Línea 2 derivaron en la negativa de estas últimas a entregar las obras, impidiendo la habilitación del servicio. Finalmente el 30 de junio de 1940 la CHADOPyF no tuvo fondos para abonar los cupones de interés de los debentures y así 30 mil ahorristas (a un promedio de $ 2.500 per cápita) empezaron una angustiosa espera. CHADOPyF acusó a la Corporación de Transportes por no recibir el adelanto comprometido. El 5 de enero de 1941 la Compañía Hispano Argentina entregó sus bienes a la Corporación de Transportes, suscribiendo un acuerdo que contemplaba el derecho de los ahorristas. Para aquel entonces la CHADOPyF había construido 14.700 metros de túneles bajo la Ciudad de Buenos Aires.
Con todas las líneas subterráneas en manos de la Corporación, se produjo la unificación de su nomenclatura (A, B, C, D y E) según la fecha de inauguración de cada línea. Hasta aquí, la red de subterráneos porteños había logrado alcanzar unas 47 estaciones en apenas 25 años, un promedio de casi dos estaciones por año. Sin embargo, con la llegada de la Corporación, la expansión del subterráneo se paralizó totalmente. El objetivo principal de la Corporación no era el de ampliar el sistema, sino el de "racionalizarlo". 
El 3 de enero de 1942 la CTCBA comenzó a usar boletos en sus líneas de colectivos. Las primeras en implementarlo fueron la 212 y la 263. Desde entonces los chóferes-guardas comenzaron a encargarse de cortar y cobrar boletos. En esta nueva función, los colectiveros permanecían en la parada hasta terminar la operación de entrega de boletos, y recién entonces arrancaban. El pasajero recibía el boleto al ascender, y cuando bajaba debía pagar y devolverlo. Este boleto usado iba a parar a una urna de vidrio ubicada junto a la boletera, que más adelante fue reemplazada por una bolsa. Llegado el coche al control, la bolsa se vaciaba en una lata, una suerte de fosa común de todos los boletos del día. Esta era una ardua tarea para los encargados de la fiscalización. Al dorso de los boletos se leía la frase "devuélvase al descender" que continuó apareciendo hasta la década del sesenta. Mientras en los tranvías y subterráneos se podía recorrer casi toda la Capital con 10 centavos, los colectivos tenían tarifa por secciones. Las máquinas portaban 4 rollos (dos de 10 centavos, uno de 20 y uno de 30). 
Obviamente, los más damnificados con la llegada de la Corporación fueron los "colectiveros", que perdieron su fuente de trabajo a cambio de una suma arbitraria. Se sucedieron los allanamientos en los garajes para secuestrar los vehículos, aunque generalmente estos ya no funcionaban porque sus dueños, previniendo el despojo, les quitaban todos los repuestos que podían. Los mecánicos los revisaban y los escribanos se fatigaban tomando nota de los faltantes que, para colmo, la guerra impedía obtener. La CTCBA se los llevaba de todas formas, aunque sólo fuera para arrumbarlos en sus playas a la intemperie y cuando el periodismo los encontraba ponía el grito en el cielo.
El 4 de septiembre de 1942, fecha fijada para el inicio de la expropiación de las líneas de colectivos, que resistieron desde el inicio su incorporación a la C.T.C.B.A., se declaró una huelga de colectiveros de la que participaron todas las líneas de Capital. Solo se habían salvado las líneas 60 y 68 amparadas en su concesión provincial. Esta última, pudo retener el recorrido entre el Puente Saavedra y el Tigre. 
Luego de 12 días la huelga se levantó, pero la falta de voluntad para negociar por parte de la C.T.C.B.A. impulsó un nuevo paro, esta vez definitivo. La Corporación pudo rehabilitar algunas líneas a medida que continuaba incautando vehículos, pero la prestación era insuficiente. Unas veinte líneas nunca fueron rehabilitadas. Mientras tanto, poco a poco el déficit era reducido: en 1941 las pérdidas alcanzaron los 12,3 millones de pesos, mientras que en 1942 fueron de 11,4 millones.· [cita requerida]
Las líneas que aún no estaban en poder judicial de la Corporación salieron a la calle con letras en vez de sus números tradicionales. También se identificaron con letras líneas de emergencia, de corta vida, implementadas para paliar la falta de colectivos.
Mediante un convenio “de tenencia” firmado el 5 de febrero de 1943 entre la C.T.C.B.A. y los propietarios de 13 líneas que no habían sido rehabilitadas, volvieron a las calles por un plazo de 90 días los coches de las líneas 6, 7, 10, 12, 15, 29, 33, 37, 38, 39, 45 y 68, por cuenta y riesgo de sus dueños. Finalizado el plazo, los colectiveros debían ceder la pertenencia de sus vehículos y los derechos de explotación en favor de la Corporación. Ante la falta de mejores perspectivas y luego de tres meses y medio de paro, los colectiveros aceptaron. Terminado el convenio, fueron nacionalizadas las líneas 37, 36, 29, 15, 10, 38 y 68 (en ese orden).
En 1942, al sentarse en la Cámara de Diputados, Iñigo Carrera fue elegido secretario de la Comisión Investigadora de la Corporación de Transportes y descubrió los entretelones de un decreto aprobando un préstamo de cuarenta millones de pesos, por parte de un grupo financiero a la Corporación. El ministro del Interior, el radical Miguel Culacciati, ante el informe técnico se declaró en fuga el 3 de junio de 1943. 
En ese momento la Corporación tenía un pasivo de 1.835 millones de pesos, adeudados al Estado y al sistema bancario oficial, y de 169 millones más a terceros.
Mientras tanto, la Segunda Guerra Mundial comenzada en 1939 produjo un completo desgaste de los tranvías, subterráneos, ómnibus y colectivos en manos de la Corporación, dado que muchos quedaron radiados ante la imposibilidad de incorporar nuevos materiales, equipos y repuestos, sobre todo neumáticos. Tanto la Corporación como las empresas particulares debieron recurrir a las más extrañas soluciones para poder prestar servicios con las escasas unidades disponibles: 
- En la Línea A de subterráneos, los antiguos coches belgas fueron sometidos a diversas modificaciones, eliminando asientos y distintas comodidades, para ubicar a mayor gente de a pie, aumentando significativamente la cantidad de pasajeros transportados por cada formación. El número de usuarios había aumentado de manera explosiva debido a la debacle de los servicios de transporte automotor tras el cierre de las líneas de colectivo.
- Ante la falta de neumáticos los colectivos comenzaron a usar ruedas de hierro para circular por las vías de los tranvías.
- En 1942, la situación obligó a reincorporar los tranvías de dos pisos: dos de ellos lo hicieron en la Línea 1 (Primera Junta – Liniers) y el tercero nunca llegó a rodar.
- Por su parte, la empresa Costera Criolla puso en circulación carrozadas sobre camiones con semirremolque.

En 1942 estallaría una extensa huelga de 203 días cuando la Corporación se negó a pagar los salarios adeudados desde 1939 aduciendo problemas financieros. Para fines de 1944 las pérdidas nuevamente subían alcanzando los 17 millones de pesos. Mientras tanto, el capital de la empresa se estaba licuando a causa de las deudas, el desgaste de los equipos y la baja rentabilidad: el fin se hallaba cerca.
Para 1940 el gobierno le otorga un crédito de 100 millones de pesos para sanear sus finanzas

## Década del 40

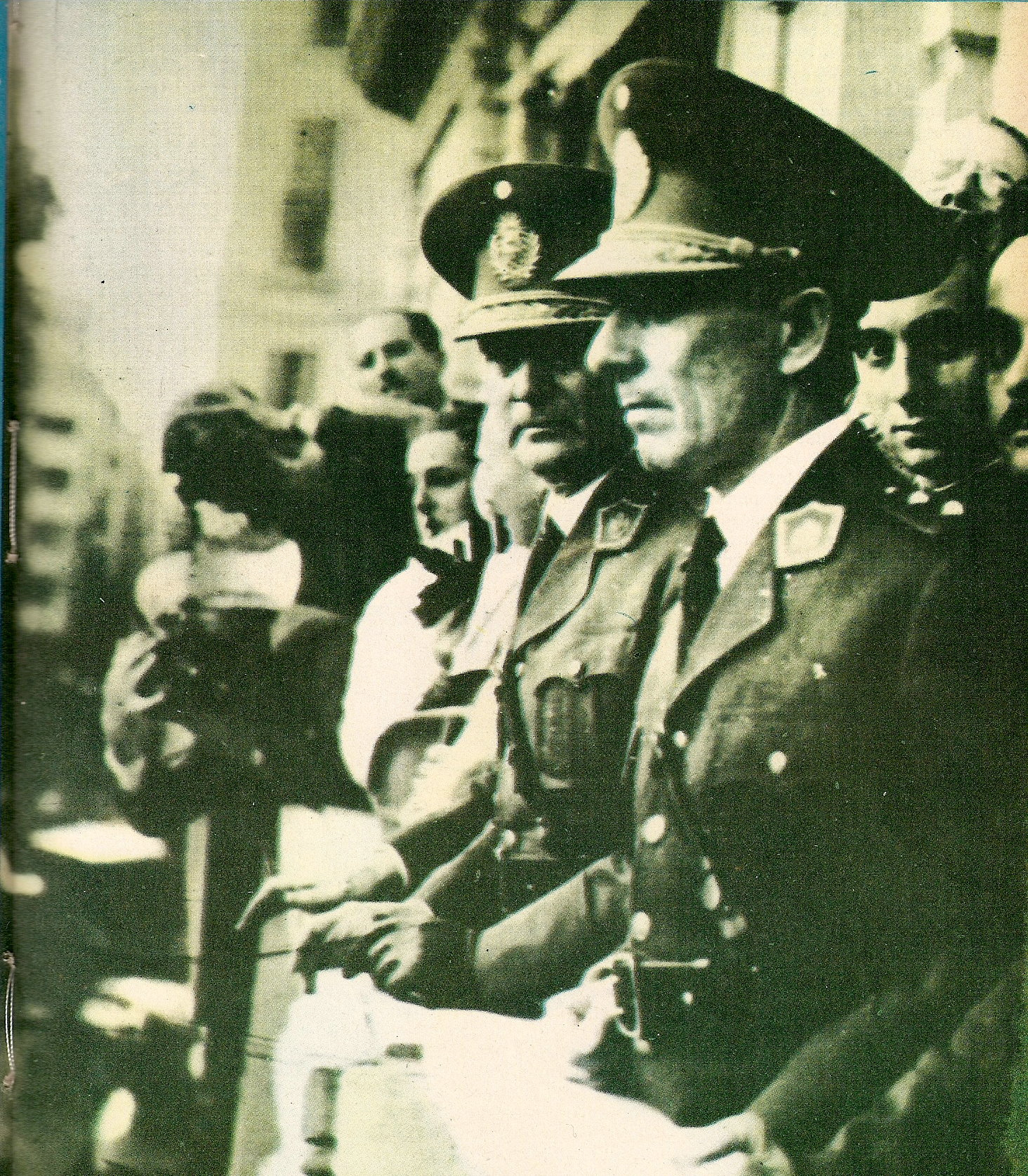
Los generales Rawson y Ramírez en la Casa Rosada (1943) - Finaliza la "Década Infame", la Revolución del 43 cambia el rumbo económico y social del país.

El 4 de junio de 1943 se produce la Revolución del 43 de carácter nacional-popular, ese día en revueltas son incendiados en la Plaza de Mayo vehículos pertenecientes a la Corporación de Transportes, considerado por muchos como un símbolo de la entrega a los intereses extranjeros. El 18 de julio el gobierno de Farrell dicta un decreto que paraliza las expropiaciones, de forma tal que las líneas sobrevivientes al convenio de febrero (6, 7, 12, 33, 39 y 45) La Corporación británica debió ceder las líneas 25 y 55 al no poder rehabilitarlas. El nuevo gobierno también autorizó la formación de nuevas líneas de colectivo particulares, independientes de la Corporación. El 8 de diciembre de 1943 se inauguraba la línea “independiente” 76. En diciembre de 1944 
En 1946 las líneas de colectivos volvieron a manos estatales tras la aprobación del Congreso. Durante 1946 y 1947 Perón trató de resolver la crisis del transporte heredada del gobierno anterior, para ello en junio de 1948 se creó la Secretaría de Transportes que adquirió con la Constitución de 1949 el rango de ministerio. Estas medidas junto con la renovación de la flota originaron que en 1952 se constituya una nueva empresa, Transportes de Buenos Aires: se reorganizó las líneas tranviarias y colectivos fusionó algunas de ellas ya que hasta aquel entonces las diferentes compañías habían tenido sistemas propios de numeración, y al unificarse los servicios se mejoró su eficiencia. Mientras tanto, la gestión estatal produjo cambios notables en la política de precios a favor de los usuarios ya que las tarifas se mantuvieron congeladas o incluso descendieron en algunos casos.
En 1951 comenzaron a aparecer los «gasoleros» (que funcionaban con combustible diésel) y fueron reemplazando con el tiempo a los de nafta, que es como se le llama a la gasolina en los países rioplatenses. En 1954 aparecieron los primeros colectivos Mercedes-Benz, marca que de hecho se convertiría en la única de colectivos. 
La C.T.C.B.A. siguió moviendo el tablero para tratar de optimizar los servicios. Algunas líneas se eliminaban, otras pasaban de ómnibus a colectivo o viceversa, etc. Los primeros microómnibus que la Corporación puso en servicio inauguraron líneas de la serie 200, en reemplazo de otras existentes. Así salieron la 263 (ex ómnibus 63), la 212 (ex ómnibus 12), la 226 (ex ómnibus 26), etc. 1943 fue cerrado con un déficit a 10,9 millones de pesos, sin embargo, este año sería el principio del fin para la Corporación.
El 19 de julio de 1944 la Comisión de Control de Transportes implantó un sistema de boletas numeradas en puntos estratégicos con el fin de organizar el ascenso por turno a los colectivos. Esta medida se debía a que por aquel entonces no se formaba fila ni había postes indicadores de parada, con el consiguiente caos al momento de abordar un ómnibus o un colectivo. Este nuevo sistema comenzó a ensayarse en Plaza de Mayo, el 19 de julio de 1944, mediante la colocación de tableros con el número de las líneas y talonarios de boletas numeradas correlativamente. El pasajero debía solicitar una boleta y la entregaba a un inspector, quien le indicaba el momento de ascenso al vehículo. Este sistema duró poco tiempo.
Por otra parte, un nuevo decreto del Poder Ejecutivo Nacional se hace cargo de Línea E de Subterráneos (ex Línea 2 – CHADOPyF) poniendo fin a un litigio que se venía prolongando desde 1940. Esta decisión permitió que el 20 de junio de 1944, la Línea E pudiera iniciar sus prestaciones sobre más de 3 km de recorrido que iban desde Constitución hasta la estación Gral. Urquiza. El túnel fue luego prolongado unos 524 metros hacia el oeste, casi hasta donde debía construirse la futura estación Boedo. Allí se instaló una plataforma de madera de 50 metros de largo sobre la vía norte, se abrió una salida a la superficie, y el 16 de diciembre de 1944 se extendió el servicio hasta el denominado “apeadero provisorio Boedo” con destino final a Parque Chacabuco. Para aquel entonces, el problema ya no era únicamente el de los servicios colapsados, sino que la Corporación también debió enfrentar mayores erogaciones derivadas de las mejoras salariales del personal, el incremento de la planta laboral.

## El fin de la corporación

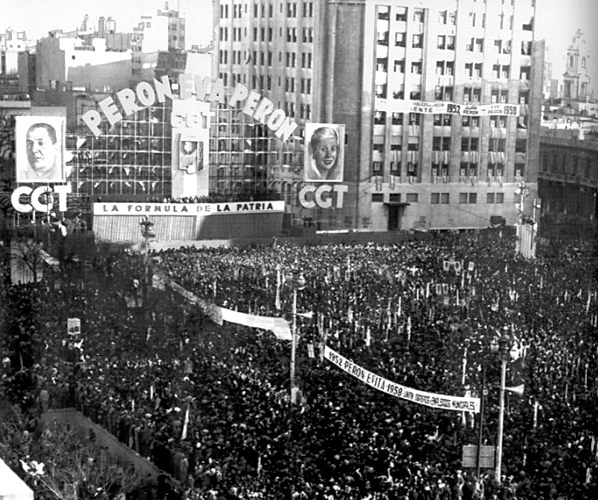
Cabildo Abierto organizado por la CGT (1951). Desde 1943, la política de Estado prioriza el pleno empleo, la suba de salarios y el congelamiento tarifario.

En 1945 surgen varias líneas de tranvía de origen provincial y comunal que competirán con la Corporación de Transporte: las líneas 2 (Bartolomé Mitre), 8 (Expreso Quilmes), 8 (El Sol), 10 (La Vecinal de Matanza), 10 (Ciudad de Vicente López), 21 (Tte. Gral. Roca), 25 (Exp. Río de la Plata), 68 (Exp. Tigre “B”), 223 (Gral. Roca), 225 (S.A.E.S.) y 230 (La Primera de Munro), todas con servicios en provincia, fueron autorizadas a ingresar en Capital. En el lustro siguiente ingresaron también la 1 (El Halcón), la 8 (La Colorada), la 15 (24 de Febrero), la 32 (El Puente), la 136 (T. del Oeste), la 155 (C. O. de Lomas) y la 196 (Ideal San Justo). 
Mientras tanto, el gobierno argentino dictó el Decreto 6.375 del 22 de marzo de 1945, donde establecía el canje de títulos de debentures CHADOPyF por documentos del Título Nacional de Crédito Argentino Interno, y el Decreto 14.066 del 31 de octubre de 1946 que autorizaba a los tenedores de debentures emitidos por CHADOPyF a canjearlos por Títulos de Crédito Argentino al 3,5 %.[cita requerida]
Con las nuevas inversiones y adquisiciones, las finanzas de la CTCBA mejoraron un poco. La última innovación de la CTCBA fue la inauguración, el 4 de junio de 1948, del servicio de trolebuses. Para esta primera línea y para las que siguieron también se optó por utilizar letras como identificación.
El dictado de la Ley N° 13.501 dispuso la liquidación de la Corporación a partir del 1° de octubre de 1948, poniendo fin a sus 12 años de existencia. El día 21, la empresa pasa a depender del Ministerio de Transportes de la Nación. Allí se crea un Ente de Liquidación cuyo objetivo era entregar la prestación de los servicios a concesionarios privados.

## Estatización
A partir de 1950 la empresa fue estatizada, rebautizándosela como "Transportes de Buenos Aires". Tranvías, ómnibus, colectivos y a partir de junio de 1948 el trolebús, cambiaron del color marfil de la CTCBA al plateado con banda azul de la nueva entidad, que para los subterráneos adoptó el azul cobalto y marfil con banda amarilla, que había sido de la extinta CHADOPyF (Compañía Hispano Argentina de Obras Públicas y Finanzas). A partir de 1953 hasta el servicio de tranvías se vio remozado; se fabricaron 5 series de coches con un diseño totalmente nuevo, se renovó la enrieladura de casi toda la red y una importante extensión de la línea aérea, además de optimizarse y prolongarse muchos recorridos, rehabilitándose a su vez algunos ya abandonados.
Todo esto trajo para el tranvía un significativo aumento de tráfico. Hacia 1951 comenzaron a incorporarse los primeros colectivos gasoleros. En 1954 aparecieron los primeros marca Mercedes Benz.
La posguerra trajo aires de renovación para los servicios de la CTCBA. Se importaron vehículos nuevos y se “reinauguraron” líneas de ómnibus y colectivos. Los nuevos microómnibus fueron puestos a circular designados con letras (la línea A reemplazaba a la 5, la C a la 29). Para los ómnibus se decidió anteponer el número 1 al que ya tenía la línea. Así, a partir del 11 de septiembre de 1947, la 116 reemplazó al ómnibus 16, comenzando una nueva etapa en la numeración porteña. Mientras tanto, en 1946 se repusieron los asientos sacados a las formaciones de la Línea A del Subterráneo, ya que al normalizarse los servicios de transporte automotor no era necesario . La nueva empresa implementó la instalación de molinetes en todas las estaciones del subterráneo. Para traspasarlos debía colocarse una moneda de 10 centavos. La capital argentina tuvo  a partir de entonces una de las redes de tranvías eléctricos más grandes del mundo, con cerca de 800 kilómetros de vías, un centenar de líneas y casi tres mil coches.
En la rotonda de las avenidas de Mayo y 9 de Julio se estacionaron 200 colectivos y 106 ómnibus embanderados nuevos. En diciembre de 1947 wl presidente J.D Perón anunció que la compañía Mack vendería a la Corporación 600 ómnibus modernos y que en poco tiempo más se agregarían 1.200 colectivos y 130 trolebuses.el gran salto se produjo en 1951, cuando el Estado cerró un contrato con la firma inglesa para la provisión de 750 ómnibus modelos Olympic y Royal Tiger, de los cuales 600 estaban destinados a transporte de Buenos Aires. La operación, por casi 4 millones de libras.
En 1949 el sistema de venta personal de boletos se eliminó, salvo para realizar las combinaciones. Por aquel entonces, el trasbordo entre líneas no era gratuito, sino que tenía un adicional del 50% sobre la tarifa simple. El boleto de combinación se compraba en la estación de origen del viaje, o bien se conseguía en los controles de paso entre líneas, donde había expendedoras automáticas que entregaban boletos sin descuento. Estos boletos eran de cartulina o de cartón, similares a los ferroviarios tipo Edmondson.El 31 de mayo de 1951, por Resolución 1029 del Ministerio de Transportes, se abre la puerta a una nueva serie de líneas de colectivo “de emergencia”, numeradas a partir del 401. De quince líneas otorgadas en esta serie durante los seis años siguientes, salieron ocho. En junio del ’51, se inauguraron las líneas de taxis-colectivos 501 y 502.
Desde el 11 de mayo de 1952, T.B.A. decidió unificar la numeración de sus líneas, dejando las letras únicamente para los subterráneos. Las líneas numeradas al tope del rango fueron la 173 para ómnibus, la 274 para microómnibus y la 325 para trolebuses. Los tranvías completaban la serie. Como anexo a la ley de caducidad de la Corporación se presentó un plan integral de reasignación de recorridos, con 111 líneas divididas en tres grupos: rojas, azules y verdes.
| Números   | Trsporte     |
| --------- | ------------ |
| 1 - 99    | Tranvías     |
| 101 - 199 | Ómnibus      |
| 201 - 299 | Microómnibus |
| 301 - 399 | Trolebuses   |

Comenzó a circular el tranvía de dos pisos, de fabricación nacional. Por otro lado los colectivos se fueron agrandando,
e incluso se les incorporaron ruedas traseras duales. Hacia 1951 ya se había impuesto el modelo de 24 asientos en Capital, desde el peronismo  servicio de colectivo, otrora limitado al centro de la Ciudad de Buenos Aires fue extendiendo sus servicios a los barrios periféricos y luego a todo el Gran Buenos Aires
y aumentando su parque de vehículos. Sucesivamente se extienden las prestaciones de colectivos y tranvías a través de la empresa nacional en Salta (1946), Mar del Plata, La Plata, Luján(1946), San Juan (1949), Baradero, Bahía Blanca, Córdoba (1949),San Salvador de Jujuy  (1950), Resistencia y Formosa (1951), Concepción del Uruguay, Paraná (1952) Junín y Chivilcoy (1952), etc. A principios de la década del 40 sólo el centro de la Ciudad de Buenos Aires Rosario y Córdoba contaban con servicio de tranvía y/o ómnibus. Con la empresa estatal de transporte para 1950 las servicios abarcaban todas las capitales provinciales y más de 200 localidades, extendiendo el servicio a la periferia del Gran Buenos Aires que crecía gracias a las políticas desarrollistas del peronismo
Hasta 1938 la CHADOPyF había construido 16,4 kilómetros en tres líneas del metropolitano. La compañía británica presionaba intensamente a la Municipalidad para recuperar su hegemonía y monopolio en el transporte tranviario, y finalmente lo logró. En febrero de 1939 se creaba, en el marco del Pacto Roca-Runciman, la Corporación de Transportes de la Ciudad de Buenos Aires (CTCBA). 

## TBA (Transportes de Buenos Aires)

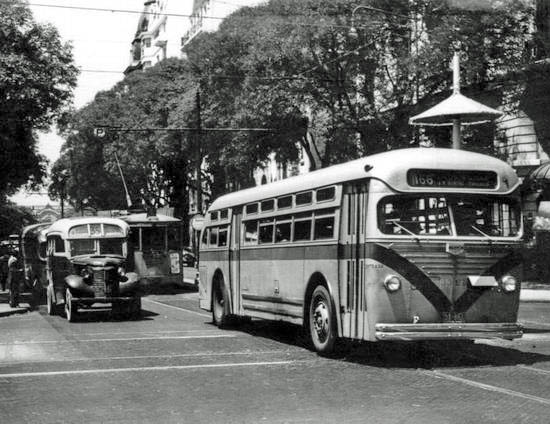
Típica imagen de Buenos Aires en los años ´50. La prestación de los servicios de transporte en la Capital corre por cuenta del Estado Nacional a través de la AGTBA (ex Corporación)

En 1950 la Corporación es totalmente disuelta y el Estado Nacional se hace cargo a través de la Administración General de Transportes de Buenos Aires (conocida como AGTBA o TBA). Este nuevo organismo dependía de la flamante E.N.T. o Empresa Nacional de Transportes (creada en 1952), que a su vez era controlada por el Ministerio de Transportes de la Nación. 
La AGTBA inició sus prestaciones el 1° de enero de 1952, poniendo fin a las tensiones entre los distintos actores que habían conformado la ex CTCBA (Nación, Municipalidad, capital nacional automotor, capital extranjero tranviario y subterráneo), ya que ahora el Estado Nacional asumía la prestación directa de todos los servicios de transporte, aún los que se desarrollaban íntegramente en la Ciudad de Buenos Aires, reforzando la posición del Estado Nacional como actor principal en todas las actividades y en todas las jurisdicciones. 
Mientras tanto, la gestión estatal produjo cambios notables en la política de precios a favor de los usuarios ya que las tarifas se mantuvieron congeladas o incluso descendieron en algunos casos. Los funcionarios consideraban que se estaba otorgando un verdadero “subsidio” estatal destinado a obtener resultados notables en el crecimiento y en la conformación urbana y social de Buenos Aires y sus suburbios implementando una progresiva política social de pleno empleo e inmovilidad tarifaria
Hubo modificaciones para mejorar la operatividad del servicio y a la confección del primer Plan Integral para la Red: 
- 1951: Clausura de las semi-estaciones "Pasco Sur" y "Alberti Norte" de la Línea A, ya que por su proximidad resultaban operativamente ineficientes.
- 1953: Construcción de un enlace entre las Líneas A y D, conectando las estaciones "Plaza de Mayo" y "Catedral", permitiendo el intercambio de material rodante entre las líneas ex CHADOPyF (C, D y E) y ex CTAA (A).
- 1955: En marzo de este año, la Comisión de Subterráneos de la Empresa Nacional de Transportes de Buenos Aires (TBA) realiza un informe en el que propone continuar con el desarrollo de la red a través de financiación pública, y formula un plan de terminación de las líneas existentes y la incorporación de nuevas líneas. El plan modificaba el trazado de la Línea E, proponiendo que corriera desde Plaza de Mayo hasta la intersección de la Avenida del Trabajo y Avenida Lafuente, “donde arrancará la autopista a Ezeiza”. Esto formaba parte de un planteo general en el que se priorizaban las líneas “radiales” para descongestionar el centro, cruzadas por dos transversales. En una primera etapa, además de la terminación de la Línea de subterráneos E, se llevó a cabo prolongación de la Línea D hasta Belgrano, la extensión de la Línea A hasta la Avenida Nazca y la construcción de dos líneas nuevas (una "radial" desde el Microcentro hasta el barrio de Agronomía y una línea "transversal" por la Av. Jujuy-Pueyrredón). En una segunda etapa se proponía la construcción de cinco nuevas líneas. En paralelo se produce la Hñhabilitación del pasaje peatonal subterráneo construido entre las estaciones "Avenida de Mayo" de la Línea C y "Lima" de la A, al norte del túnel de esta última línea. Ese mismo día (1.º de junio) se implanta la denominada “tarifa postal”, que permitió desde entonces la libre combinación entre todas las líneas subterráneas ya que hasta ese momento era necesario pagar un adicional.

La gestión peronista cambió la denominación de algunas estaciones: "Carlos Pellegrini" de la Línea D fue rebautizada como “Eva Perón” (hoy "9 de Julio"), la estación "Retiro" de la Línea C cambió su nombre por el de “Presidente Perón”,[cita requerida] en consonancia con el nuevo nombre de la estación ferroviaria que se hallaba en la superficie. Estas denominaciones se mantuvieron solo hasta 1955, año de la caída del gobierno justicialista. Este contexto de intereses contrapuestos impedía la implementación de una política racional  Esto llevó a que el Poder Ejecutivo diera marcha atrás con la ENDE, sin embargo la ENT continuó operando durante todo el segundo gobierno justicialista e incluso luego de su caída.
En 1963 el ministro de Hacienda Álvaro Alsogaray propone un aumento de tarifas y privatización de diferentes empresas públicas. Alsogaray viajó a los Estados Unidos para acordar la llegada del general norteamericano Thomas Larkin a la Argentina, donde tenía que hacer un estudio de los transportes, por cuenta del Banco Mundial. Larkin  diseñó un plan que entre otras cuestiones, contemplaba abandonar el 32 % de las vías férreas existentes, el despido de 70 000 empleados ferroviarios  y la reducción a chatarra de 270 locomotoras al igual que 70 000 vagones y 3000 coches.

## La reprivatización de los servicios

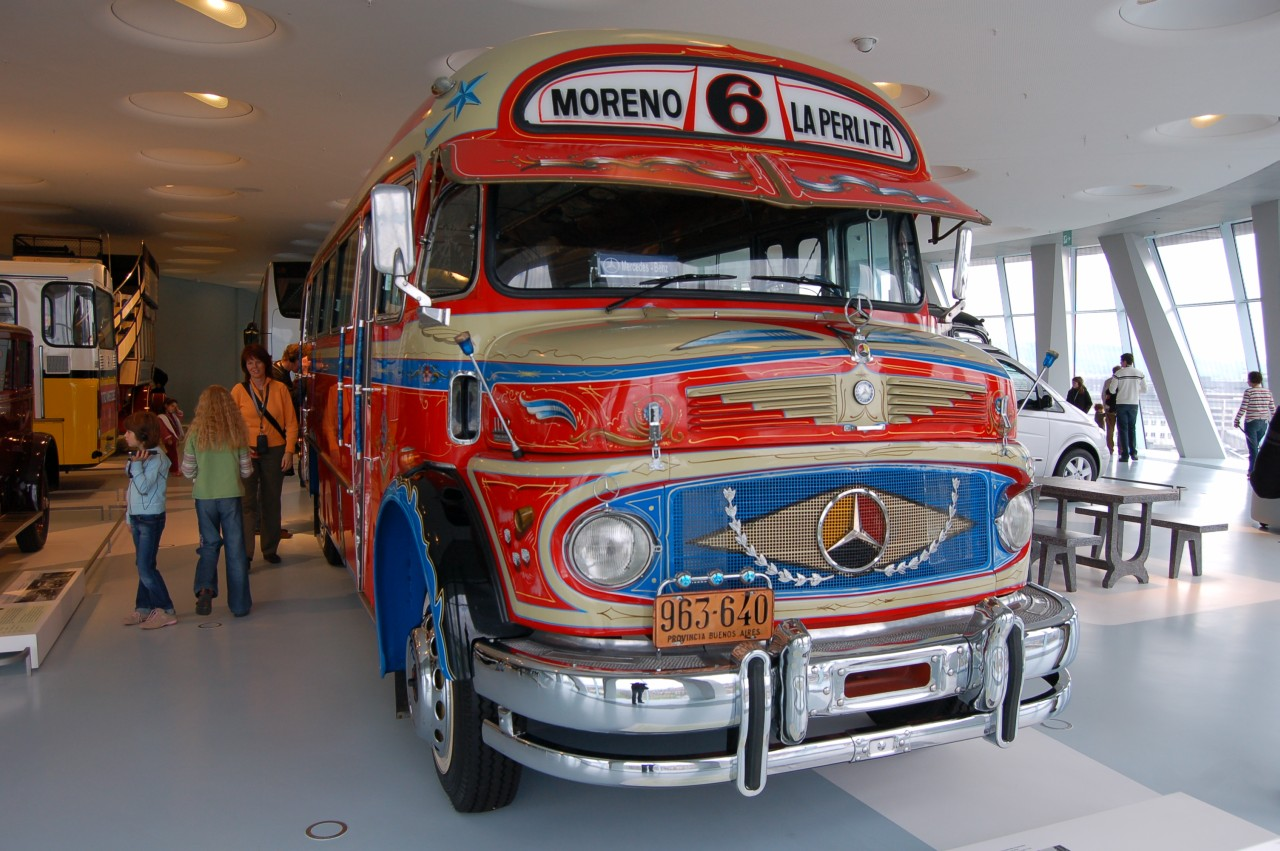
Modelo 1969 Mercedes-Benz LO 1112 en el Museo Mercedes-Benz en Stuttgart. Este fue uno de los modelos más clásicos del colectivo porteño hasta los años ´80 y ´90.

Ante esta situación de estancamiento, el Estado se vio obligado a diseñar una nueva política de transferencia de la propiedad de los medios al sector privado, contemplando la reducción del personal y la eliminación de los servicios que resultaban deficitarios. [cita requerida]
Sin embargo, la implementación de esta política enfrentaba a actores con intereses contrapuestos. Por una parte, los trabajadores agrupados en la Unión Tranviarios Automotor (U.T.A.) resistían cualquier modificación al sistema que implicase el despido de choferes. Mientras tanto, los empresarios que pretendían el acceso a los medios de producción, exigían estabilidad en las concesiones y condiciones de competitividad de los servicios a través de la reducción de los costos operativos lo cual implicaba –entre otros factores– el despido de trabajadores. 
Si bien la política pública se encontraba inclinada hacia el grupo de interés empresarial, la capacidad de oposición obrera todavía constituía un fuerte impedimento para el plan re-privatizador. El gobierno finalmente abandonó la idea de una transferencia global de los medios de transporte, optando por una política de privatización incremental, lo cual resultaba más coherente. Así llegó en mayo el decreto 4061, que puso en marcha el plan. A través del decreto se dispuso, por un lado, el congelamiento de salarios en explotación de los ferrocarriles nacionales y las líneas de colectivos de la antigua corporación y la prohibición de “nuevas inversiones para la adquisición de bienes o recuperación de los existentes”, se decreta la intervención de EFEA y el levantamiento de 4000 kilómetros de vías y la supresión de un tercio de las líneas de ómnibus de la AGTBA, la supresión de servicios nocturnos y la venta de unidades. 
El 8 de julio de 1955, las 22 líneas de microómnibus de T.B.A. (serie 200) pasaron a la actividad privada. Tres de ellas se fusionaron a otras tres, resultando 19. AGTBA comienza a desprenderse de las líneas de colectivos, las cuales van siendo paulatinamente reprivatizadas. Esta política fue continuada por la Revolución Libertadora y por el posterior gobierno democrático. 
Entre 1956 y 1957, T.B.A. inauguró cuatro líneas de microómnibus, con los vehículos remanentes, que fueron numeradas en la serie 100. En este orden: 130, 126 (ex ómnibus), 140 y 133. [cita requerida]
Paralelamente a la política de re-privatización de líneas de Colectivo, el Estado se concentra en reiniciar las obras de expansión del Subterráneo:
- En 1957 se inician las obras de la Primera Etapa de expansión de la Línea E, correspondiente a la variante “San José - Plaza de Mayo” siguiendo los lineamientos de la propuesta de 1955. Como esta línea no llegaba hasta la zona céntrica y su tráfico era exiguo, las nuevas obras tenían el objetivo de incentivar su uso. Mientras tanto, en el extremo oeste se reinician los trabajos para la finalización de la estación definitiva "Av. Boedo" que desde 1944 operaba como apeadero provisorio.[cita requerida]
- El 9 de julio de 1960, es inaugurada la definitiva Estación "Av. Boedo", poniendo fin a 16 años de operaciones precarias.
- Uno de los últimos avances realizados por AGTBA fue la incorporación del sistema de fichas en los subterráneos con el fin de evitar la engorrosa tarea que significaba la adaptación de los molinetes para aceptar monedas de distintos valores, producto de la inflación y la continua suba de tarifas. El uso de las fichas (mal llamadas cospeles, ya que cospel es la matriz sin acuñar), fabricadas en un principio en Estados Unidos, se instauró el 4 de enero de 1962.

Poco a poco el Estado pasó de ser "actor" principal a convertirse en "agente" de las políticas de transporte. En este sentido, a principios de 1958 la E.N.T. es virtualmente eliminada y entre 1959 y 1962 TBA inaugura las últimas líneas privadas “de emergencia”, numeradas en la serie 290, en este orden: 292, 295, 294 y 297.[cita requerida]
Finalmente, en 1961, el radical Arturo Frondizi, aceleró la desaparición de T.B.A.: en 1961 fueron privatizados los ómnibus. Sus 49 líneas se repartieron entre sociedades de empresas formadas al efecto. En octubre de ese año, por Decreto del Poder Ejecutivo, también se decidió la supresión de los sistemas de tranvías (44 líneas) y trolebuses (17 líneas) argumentando obsolescencia y enorme déficit. Esta medida generaba un choque de intereses en el interior de la clase trabajadora, ya que algunos resultaban ganadores con esta política (trabajadores de autotransporte) y otros resultaban excluidos (trabajadores tranviarios). Para paliar la situación el gobierno procedió a la gradual transferencia de trabajadores de una modalidad a otra dentro del sistema de transporte sin que ello alterara la prestación del servicio. Esto significó un esfuerzo conjunto entre los trabajadores, el gobierno y la patronal para desarrollar estrategias que garantizaran el empleo y las condiciones de trabajo, sin acudir a las confrontaciones clasistas y militantes: surgía la “aristocracia obrera”. 
Así, el 24 de diciembre de 1962 dejaron de funcionar las líneas 4, 25, 44, 63, 86, 94 y 95 del sistema de tranvías. Dos días después, el 26 de diciembre, los comerciantes del barrio de Belgrano realizaron un tibio homenaje de despedida, con lo cual se ponía fin a la historia del tranvía urbano en Buenos Aires. Sin embargo las últimas líneas que rodaron, las números 20 y 38, lo hicieron hasta el domingo 19 de febrero de 1963. Así se extinguieron los tranvías en la ciudad de Buenos Aires, pero no su nostálgico recuerdo.
En el suburbio de Lanús, el servicio de tranvías se extendió hasta finales de 1964 con dos líneas que eran locales (52 y 53), dado que aún no se habían pavimentado las calles y el tranvía era el único medio que podía transitar en forma permanente por el lugar. En la ciudad de Buenos Aires, después de la supresión de los tranvías urbanos, sólo quedaron los suburbanos de la Línea Urquiza (ex Ferrocarril Central de los Hermanos Lacroze) circulando hasta 1974 entre Federico Lacroze y Campo de Mayo. Tras su desaparición fueron reemplazados por nuevos trenes eléctricos. Mientras tanto, en 1963 también se suprimieron casi todos los trolebuses, salvo las líneas 301, 316, 317 y 319 que fueron finalmente suprimidas en 1966. La 325 llegó con ómnibus hasta 1967.
Como puede observarse, para 1963 casi todos los tranvías y trolebuses habían sido erradicados y las líneas de colectivos ya se encontraban privatizadas. De esta manera se da por concluido un proceso de 8 años iniciado en 1955. 
Para aquel entonces sólo la red de subterráneos se mantenía bajo la órbita del Estado Nacional, a cargo del Departamento de Subterráneos de la AGTBA. Como esta empresa es finalmente liquidada, en junio de 1963 el Estado crea una nueva entidad pública, la empresa Subterráneos de Buenos Aires (SBA).

## El juicio de la ex Anglo-Argentina
Como un dato curioso, cabe recordar que, luego de un prolongado juicio, el 30 de septiembre de 1965 la Corte Suprema de Justicia de la Nación Argentina falló a favor de la excompañía inglesa CTAA, condenando al Estado a pagar aproximadamente 7 millones de libras esterlinas en concepto de indemnización por "todos los perjuicios patrimoniales resultantes de aquella pérdida (de capital) o provocados por actos de los poderes públicos, cualesquiera puedan ser sus causas, origen o antecedentes renunciando expresamente al cobro de intereses, beneficios, primas o cualquier otro concepto que pudiera tener derecho a reclamar al Estado". Inmediatamente se suscribió un convenio de pago con el representante de la Anglo-Argentina Ltda., la Sociedad Argentina de Transporte e Industrias Anexas, la Central S.A. y Tranvías del Puerto Ltda., Enrique O. Roberts.
El convenio ponía a cargo de las compañías hacer la distribución de la suma "ajustándose a las situaciones y acuerdos existentes entre ellas, sus accionistas y debenturistas" con liberación expresa al Gobierno de responsabilidad alguna en esa distribución. Aquel convenio había sido firmado, en representación del gobierno argentino, por el entonces ministro de Economía y Trabajo Jorge Néstor Salimei, habiendo sido ratificado por Ley 17.078 del 22 de diciembre de 1966. 
La legendaria Anglo-Argentina dejó de existir el 1.º de enero de 1981, fecha en la que cobró la última de las cuotas pactadas.[cita requerida]
Los ómnibus y colectivos que operaban dentro de la Capital, fueron privatizados entre los años ´50 y ´60, como parte de la liquidación de la A.G.T.B.A.e

## Algunos Hechos Posteriores

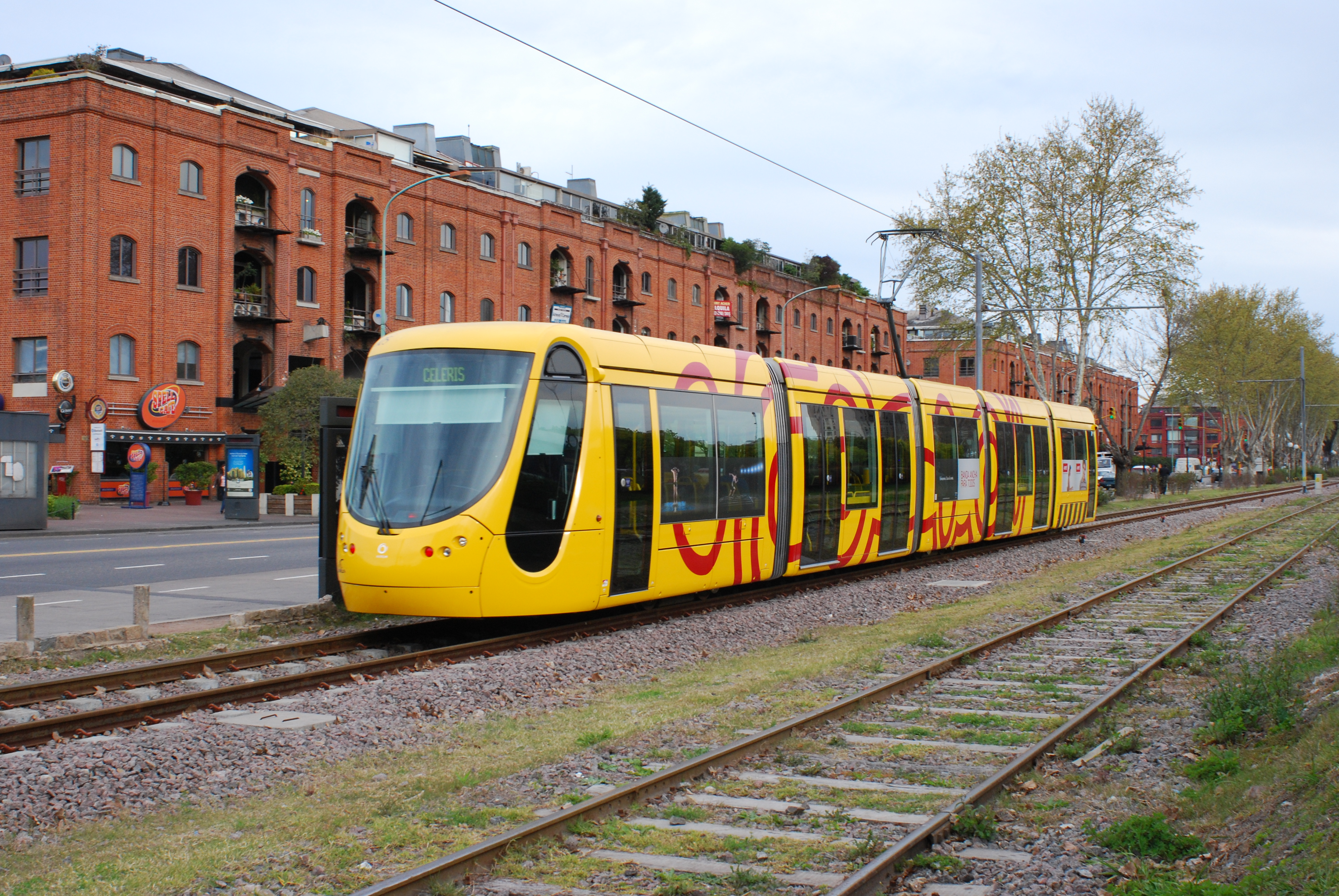
El "Tranvía del Este", inaugurado en 2007, circulando por Puerto Madero.

Subterráneos de Buenos Aires S.E., se mantiene como empresa del Estado Nacional hasta 1979 cuando es transferida a la Ciudad de Buenos Aires, con lo cual, la operación del servicio, la administración de la infraestructura y las obras de ampliación, quedaban a cargo del gobierno comunal. A su vez, en 1994, como parte de un acuerdo entre la Ciudad y la Nación, en el marco de la Reforma del Estado, impulsada por el presidente Carlos Saúl Menem, la operación del servicio de los Subterráneos es dada en concesión a la empresa privada Metrovías S.A.. El Estado Nacional se mantuvo como principal organismo regulador.
Entre las medidas más importantes al respecto, puede destacarse la Ley Nacional de Tránsito, promulgada en 1991, donde se estableció que los choferes de transporte urbano de pasajeros deberían dejar de cortar y cobrar boletos. En septiembre de 1992 la resolución 422 de la Secretaría de Transportes aprobó especificaciones técnicas para las lectoras de monedas y la primera expendedora fue presentada en la Línea 62, el 23 de diciembre de 1992.
Paradójicamente, en los primeros años del siglo XXI volvió a darse una situación similar a la de inicios del siglo XX: los gobiernos Nacional y de la Ciudad, gestionaron la construcción de nuevos sistemas de transporte, aunque fueron aplicados de manera aislada, sin contemplar un "plan global":[cita requerida]
- El 25 de julio de 2007, el Gobierno Nacional libra al servicio público el "Tranvía del Este", una línea tranviaria moderna ubicada en el barrio de Puerto Madero. Dicho tranvía ocupa parte de la traza que originalmente utilizaban los trenes de cargas, uniendo 2.1 km entre las avenidas Independencia y Córdoba.El sistema operaba con dos coches articulados Alstom modelo Citadis 302, cedidos en comodato por la intendencia de Mulhouse, en el este de Francia, con 48 asientos fijos, más otros 16 plegables cada uno y tenía una capacidad total de 300 personas. El valor del boleto era de $1 (alrededor de 0.26 USD) El 4 de febrero de 2009, la presidenta de Argentina Cristina F. de Kirchner anunció la puesta en marcha del Sistema Único de Boleto Electrónico (SUBE), una tarjeta prepaga recargable, que permitiría abonar viajes en colectivos, subtes y estaciones de trenes en el Área Metropolitana de Buenos Aires (AMBA).

En 2012 se inicia el traspaso de la concesión de Metrovías (operadora de los subterráneos) al ámbito metropolitano. La medida derivó en una disputa entre los gobiernos Nacional y de la Ciudad, ya que nadie quería hacerse cargo de los subsidios. Finalmente, el jefe de Gobierno de la Ciudad, Mauricio Macri, da por concluido el asunto y se desentiende del tema. El Gobierno Nacional envía al Congreso un proyecto de Ley para que el subte, el Premetro, el Tranvía de Puerto Madero y las 33 líneas de colectivo que realizan todo su recorrido dentro de la Capital, sean transferidos de la órbita de la Nación a la de la Ciudad de Buenos Aires. Esta ley es aprobada a fines de marzo de 2012.
Tres meses después, la presidenta anunciaba que por el Decreto 874 la Secretaría de Transporte pasaba del Ministerio de Planificación Federal al Ministerio del Interior y se establecía la creación de un ente tripartito destinado al área metropolitana de Buenos Aires con la misión de articular políticas conjuntas en materia de transporte. Este decreto reflotaba una iniciativa que se había gestado a fines de 1998, pero que nunca se había llegado a implementar.